# Hermanas de la Caridad de San Carlos
Las Hermanas de la Caridad de San Carlos (oficialmente en francés: Sœurs de la Charité de Saint-Charles de Nancy), también conocidas como Hermanas de la Caridad de San Carlos Borromeo, son una congregación religiosa católica femenina de derecho pontificio, fundada por el francés Emanuel Chauvenel en 1652, en Nancy. A las religiosas que pertenecen a este instituto se les conoce como borromeas de Nancy.

## Historia
El noble Emanuel Chauvenel en 1652, fundó un hospital de caridad para perpetuar la memoria de su hijo José, muerto a causa de la peste con solo veinticuatro años de edad, por haberse dedicado a atender a los enfermos. Para su atención, instituyó además una comunidad de religiosas de Hermanas de la Caridad. El duque de Lorena, Carlos IV, intituló el hospital con el nombre de San Carlos Borromeo, por su ejemplo de servicio a los enfermos de peste. Así al nombre se completaría por Hermanas de la Caridad de San Carlos Borromeo. Las religiosas seguían la Regla de San Agustín.
De Nancy salieron varias religiosas a fundar en diversas ciudades de los países de Europa Central, las cuales se fueron constituyendo en congregaciones independientes. El 11 de octubre de 1970, el papa Pablo VI aprobó la federación de diversas Hermanas de la Caridad de San Carlos Borromeo, que surgieron a partir de la fundación de Chauvenel.
La congregación de Nancy recibió el decreto pontificio de alabanza el 4 de febrero de 1859, por medio del cual se convirtió en un instituto de derecho pontificio. La aprobación definitiva la recibió de parte del papa Pío IX, el 15 de octubre de 1892.

## Actividades y presencias
Las borromeas de Nancy se dedican a la pastoral sanitaria, desarrollando sus actividades, especialmente a domicilio, en hospitales, casas de reposo para ancianos y orfanatos.
En 2015, la congregación contaba con unas 144 religiosas y 19 casas, presentes en Bélgica, Francia, Italia y Senegal. La curia general se encuentra en Nancy y su actual superiora general es la religiosa francesa Marie Etiene Bédon.

## Familia Borromea
Se conoce como Familia Borromea al conjunto de congregaciones que beben del carisma de Chauvenel Algunas de ellas forman parte de la federación instituida por Pablo VI, otras permanecen totalmente independientes. En la federación se mantiene la independencia de cada una de las congregaciones pertenecientes a la misma y su objetivo es el de unir esfuerzos en las diversas misiones y compartir el carisma y espiritualidad de su fundador. 
Las congregaciones que pertenecen a la federación, por orden de año de fundación, son:
- Hermanas de la Caridad de San Carlos Borromeo de Nancy, fundadas en Nancy, Francia ,por Emmanuel Chauvenel en 1652 y de donde surgen las demás ramas.[1]
- Hermanas de la Caridad de San Carlos Borromeo de Tréveris, fundadas en Tréveris, Alemania, en 1811 e independientes de 1872.[5]
- Hermanas de la Misericordia de San Carlos Borromeo de Praga, fundadas en Praga, República Checa, en 1837 por Teresa Helvig e independientes desde 1841.[5]
- Hermanas de la Caridad de San Carlos Borromeo de Viena fundadas en Viena, Austria, en 1845 e independientes desde 1945.[6]
- Hermanas de la Caridad de San Carlo Borromeo de Trzbnica, fundadas en Trzbnica, Polonia en 1848 e independientes desde 1857.[6]
- Hermanas de la Caridad de San Carlos Borromeo de Grafschaft, fundadas en Schmallenberg, Alemania, en 1949 y desde ese mismo año independientes.[7]

Mientras que, forman parte de la familia, pero se mantienen totalmente independientes, las Hermanas de la Misericordia de San Carlos Borromeo de Mikołów (Polonia).